# Phellopsis amurensis
Phellopsis amurensis — вид жуков из семейства Zopheridae. 

## Систематика
Род Phellopsis ранее включался в составе трибы Zopherini в состав подсемейства Asidinae семейства чернотелок (Tenebrionidae), поскольку его представители имеют много общего с ними по особенностям образа жизни, а также по некоторым морфологическим признакам. Но ввиду ряда особенностей строения личинки, род Phellopsis вместе с несколькими другими был выделен в отдельное самостоятельное семейство.

## Ареал
В России распространён в Приморском крае и на юге Хабаровского края. Также обитает в Корее.

## Описание
Длина тела 15—21 мм. Тело покрыто сверху многочисленными бугорками и ямками. Благодаря такой поверхности тела и коричневой окраске жуки своим внешним видом напоминают кусочки трухлявой древесины. Жуки лишены задних крыльев, из-за чего вид характеризуется ограниченными возможностями к расселению.

## Биология
В поясе елово-пихтовой тайги Сихотэ-Алиня жуки встречаются преимущественно колониями (по 20-30 особей) на усохших деревьях и пнях. Жуки в колониях обычно рассеяны по стволу дерева и медленно передвигаются по нему, группами не собираются, прячутся в щелях древесины, либо медленно передвигаются по коре, иногда заползая снизу на трутовики. Одиночные жуки на юге Приморья в лесах встречаются, по-видимому, почти повсюду. Жуки питаются трутовиковыми грибами, включая трутовик окаймленный (Fomitopsis pinicola). Питаются как на однолетних, так и многолетних плодовых телах.